# Ivo Mašina
Ivo Mašina (Preko, 21. srpnja 1927. – kaznionica Stara Gradiška, 20. studenoga 1961.) bio je hrvatski povjesničar i domoljub.

## Životopis
Rođen je u mjestu Preku na otoku Ugljanu, 21. srpnja 1927. godine, kao četvrto od devetero djece u obitelji Ive i Marije (rođ. Gregov). Osnovnu školu završio je u rodnom mjestu. Godine 1938. preselio se u Dubrovnik, gdje nastavlja školovanje u Klasičnoj gimnaziji. Tamo se uključio u katoličko društvo „Domagoj”. Zbog svojih antifašističkih stavova završio je u zapisniku VI. talijanskoga korpusa. Ulaskom paritzana u Dubrovnik, napustio je Dubrovnik i otišao u Zagreb. Zajedno se povlačio s bratom Melkiorom iz Zagreba, koji je tragično skončao na Križnom putu. Ivo je bio zatvoren te je proveo oko godinu dana u zatvoru. Nakon izlaska iz zatvora 1946. godine vratio se u rodno mjesto.
U Zadru je završio gimnazijsko obrazovanje u školskoj godini 1947./1948. S prijateljem Jojom Ricovom bio je pritvoren zbog nerazjašnjenog ubojstva američkog povratnika komunista Frane Kuštere, u Preku 1947. godine. Optužbe su bile brzo odbačene, jer se on u vrijeme ubojstva nalazio u Zadru. Na Filozofskom fakultetu u Zagrebu upisao je 1948. studij povijesti. U Zagrebu je 1950. osnovao humanistički časopis „Parapet”.
Zatim je radio u Državnom arhivu u Zadru 1954. godine. Iste je godine osuđen na godinu i pol dana zatvora zbog „neprijateljske propagande”; kaznu je izdržavao u Staroj Gradiški. Nakon odsluženja kazne i vojnoga roka, nastavlja studij u Zagrebu. Pred obranu diplomskog rada 1959. vlasti ga osuđuju na 11 godina zatvora pod optužbom „namjere rušenja socijalističkog sustava i Jugoslavije te izgradnju slobodne države Hrvatske unutar granica nekadašnje Nezavisne Države Hrvatske”. Pobjegao je i zatvora 22. svibnja 1960. s još četiri zatvorenika te se skrivao u Ogulinu. Tada je prešao granicu s Italijom. Tom se prigodom Mašinin vodič ozlijedio te mu se Mašina vratio pomoći. Tijekom jeseni iste godine Mašina je ponovno bio uhićen. Tada mu je povećana kazna strogog zatvora od 15 godina u Staroj Gradiški gdje je trpio psihičko i fizičko maltretiranje. Umro je pod sumnjivim okolnostima 20. studenog 1961. godine. Isti je dan pokopan u Staroj Gradiški na groblju Uskoci.
Posmrtni su mu ostatci 24. srpnja 1998. godine preneseni u Preko, na Galovac (Školjić), pored franjevačkog samostana.

## Djela
- Uskrsna zvona : 1945. – 1961. (1994.)

## Počasti

### Odlikovanja
- 1996.: Red Petra Zrinskog i Frana Krste Frankopana s pozlaćenim pleterom (postumno)[7]

### Spomen ploče i poprsja
- Godine 1994. na njegovoj rodnoj kući postavljena je spomen-ploča.[8]
- U rodnom mu se Preku nalazi spomen-poprsje od 20. studenog 1999., autora Ante Orlića[9]

### Ostalo
- Po njemu danas ime nosi hrvatsko društvo političkih uznika,[10] a u Preku djeluje od 1999. "Križarsko društvo Ivo Mašina Preko"
- Godine 2018. u Zadru je osnovana katolička osnovna škola koja nosi njegovo ime[11]
- Prigodom 60. godišnjice smrti u rodnom mjestu Preko na Ugljanu održan je znanstveni skup o njegovu životu i djelu.[12]

### Knjige
- Hrvatski književnik Joja Ricov, zemljak Ive Mašine, napisao je književnu mnografiju posvećenu Ivi Mašini: Ivo Mašina- pitate me - tko je to?. Objavljena je 1994. godine.[13]
- Matica hrvatska, ogranak Zadar objavila je 2000. zbornik radova o Ivi Mašini u kojem su objavljeni radovi u svezi s Ivom Mašinom.
- Godine 2002. je Družba "Braća Hrvatskoga Zmaja", Zmajski stol u Zadru objavio monografiju o Ivi Mašini prireditelja Bernardina Škunce Ivo Mašina, Kršćanski borac za slobodnu i pravednu Hrvatsku.[14]
- Monografija Hrvoja Kačića Dubrovačke žrtve / Jugokomunistički teror na hrvatskom jugu 1944. i poratnim godinama iz 2009. godine ima posebno poglavlje o Ivi Mašini: Dike Dubrovnika: Ivo Mašina i Boris Krasovac / protivnici svakog totalitarizma i borci protiv svakog zločina.[15]

- Kačić, Hrvoje. 2009. Dubrovačke žrtve: Jugokomunistički teror na hrvatskom jugu 1944. i poratnih godina. Naklada Gea. Zagreb.
- Škunca, Bernardin, ur. 2002. Ivo Mašina: kršćanski borac za slobodnu i pravednu Hrvatsku. Družba "Braća Hrvatskoga Zmaja". Zadar.

### Članci
- Dundović, Zdenko; Njavro, Hrvoje. 2023. Nacionalni i vjerski pogledi Ive Mašine. Crkva u svijetu. Sveučilište u Splitu - Katolički bogoslovni fakultet. Split. 59 (3): 582–610